# Potamogeton × nitens
Potamogeton x nitens é uma espécie de planta com flor pertencente à família Potamogetonaceae. 
A autoridade científica da espécie é Weber, tendo sido publicada em Supplemento Florae Holsaticae 11. 1787.

## Portugal
Trata-se de uma espécie presente no território português, nomeadamente em Portugal Continental.
Em termos de naturalidade é nativa da região atrás indicada.

## Protecção
Não se encontra protegida por legislação portuguesa ou da Comunidade Europeia.